# 德扬·戈韦达里察
德扬·戈韦达里察（1969年10月2日—）前塞尔维亚足球运动员。

## 职业生涯
他在FK Proleter兹雷尼亚宁 (1989-1992年)效力了三个赛季，在伏伊伏丁那 (1992-1996年)效力了三个半赛季，在禾寧丹 (1996年1月-1997年9月)效力了一个半赛季，此后他在意大利的莱切，荷兰的RKC華域克和NEC奈梅亨效力。在2004年重返伏伊伏丁那效力，一个赛季之后他选择了退役。
他为南斯拉夫国家足球队出场过29次并打进过两球，并代表国家队参加了1998年世界杯和2000年欧洲杯的比赛。
退役之后，他在塞爾維亞U21國家隊担任米罗斯拉夫·久基奇的教练团队的一员，在2007年欧洲U21足球锦标赛中塞爾維亞U21國家隊取得了第二名的成绩。之后在U19、U17国家队担任过主教练。

## 出场数据
| 南斯拉夫国家队 | 南斯拉夫国家队 | 南斯拉夫国家队 |
| 年份           | 出场           | 进球           |
| -------------- | -------------- | -------------- |
| 1994           | 1              | 0              |
| 1995           | 6              | 0              |
| 1996           | 1              | 1              |
| 1997           | 9              | 0              |
| 1998           | 5              | 0              |
| 1999           | 2              | 0              |
| 2000           | 5              | 1              |
| 总共           | 29             | 2              |